# Siphonellomyia hemiptera
Siphonellomyia hemiptera är en tvåvingeart som beskrevs av Seguy 1934. Siphonellomyia hemiptera ingår i släktet Siphonellomyia och familjen fritflugor. Inga underarter finns listade i Catalogue of Life.